# NGC 35
NGC 35は、くじら座の方角にある渦巻銀河である。1886年11月21日にルイス・スウィフトによって発見された。